# Elpídio (homem ilustre)
Elpídio (em latim: Elpidius) foi um oficial bizantino do século VII, ativo no reinado do imperador Focas (r. 602–610). Um homem ilustre e controlador do arsenal imperial, em 7 de junho de 605 ou 607 foi executado por Focas por conspirar contra ele. Segundo a Crônica Pascoal, sua morte foi a mais longa e dolorosa entre os conspiradores, presumivelmente, como aponta Teófanes, o Confessor, por sua função de fornecedor das armas.